# Coelomera liturata
Coelomera liturata es un coleóptero de la familia Chrysomelidae.
Fue descrita científicamente en 1876 por Suffrian.